# Kate Ziegler
Pour les articles homonymes, voir Ziegler.
Kate Ziegler, née le 28 juin 1988 à Fairfax en Virginie (États-Unis), est une nageuse américaine.

## Biographie
Double championne du monde en grand bassin lors des Championnats du monde 2005 à Montréal sur le 800 et le 1 500 m nage libre, l'Américaine est la principale rivale de la Française Laure Manaudou sur les épreuves de longue distance en grand bassin. À ce titre d'ailleurs, la jeune nageuse fut la seconde femme de l'histoire, après sa compatriote Janet Evans, à descendre sous la barrière des seize minutes sur le 1 500 m nage libre avec un temps de 15 min 55 s 1 (à trois secondes de la marque mondiale d'Evans).
Lors du mondial 2007 à Melbourne, elle remporte le titre du 1 500 mètres avant de s'offrir un nouveau doublé 800-1 500 en triomphant de la Française Laure Manaudou lors d'une course où les deux nageuses sont au coude à coude durant toute la course. L'Américaine s'impose finalement de 28 centièmes. 
Le 17 juin 2007, l'Américaine fait tomber le plus vieux record du monde de la natation en grand bassin, sur 1 500 m nage libre, en améliorant la marque de sa compatriote Janet Evans que cette dernière détenait depuis le 26 mars 1988 en 15 min 52 s 10. La jeune nageuse abaisse de plus de neuf secondes l'ancien record en réalisant 15 min 42 s 54 lors d'une réunion organisée à Mission Viejo (Californie).
Quelques mois plus tard, le 12 octobre 2007 à Essen, au cours de la même course, elle s'approprie les records du monde en petit bassin sur 800 m et 1500 m nage libre, des records jusque-là détenus par Laure Manaudou. Elle récidive quelques jours plus tard en abaissant de presque deux secondes sa meilleure marque sur 800 m nage libre.

## Palmarès

### Championnats du monde

#### En grand bassin
- Championnats du monde 2005 à Montréal (Canada) :
  -  Médaille d'or sur le 800 m nage libre.
  -  Médaille d'or sur le 1 500 m nage libre.

- Championnats du monde 2007 à Melbourne (Australie) :
  -  Médaille d'or sur le 800 m nage libre.
  -  Médaille d'or sur le 1 500 m nage libre.

- Championnats du monde 2011 à Shanghai (Chine) :
  -  Médaille d'argent sur le 1 500 m nage libre.
  -  Médaille de bronze sur le 800 m nage libre.

#### En petit bassin
- Championnats du monde 2004 à Indianapolis (États-Unis) :
  -  Médaille d'argent sur le 800 m nage libre.
- Championnats du monde 2010 à Dubaï (Émirats arabes unis) :
  -  Médaille de bronze sur le 800 m nage libre.

## Records

### Grand bassin
- Détentrice du record du monde du 1500 m nage libre en grand bassin : 
  - 15 min 42 s 54 : temps réalisé le 17 juin 2007 à Mission Viejo.

### Petit bassin
- Détentrice du record du monde du 800 m nage libre en petit bassin :
  - 8 min 08 s 00 : temps réalisé le 14 octobre 2007 à Essen.

- Détentrice du record du monde du 1500 m nage libre en petit bassin :
  - 15 min 32 s 90 : temps réalisé le 12 octobre 2007 à Essen.